# 第開特鎮區 (愛荷華州第開特縣)
第開特鎮區（英語：Decatur Township）是位於美國愛荷華州第開特縣的一個行政鎮區。

## 地方資料
根據2010年美國人口普查的數據，第開特鎮區的面積為92.65平方千米，當中陸地面積為92.30平方千米，而水域面積為0.35平方千米。當地共有人口425人，而人口密度為每平方千米4.59人。